# Wehr (Selfkant)
Wehr is een dorp in de gemeente Selfkant in de Kreis Heinsberg.
Het dorp ligt aan de Nederlands-Duitse grens nabij Sittard, op de weg naar Susterseel. De Roode Beek stroomt langs het dorp.

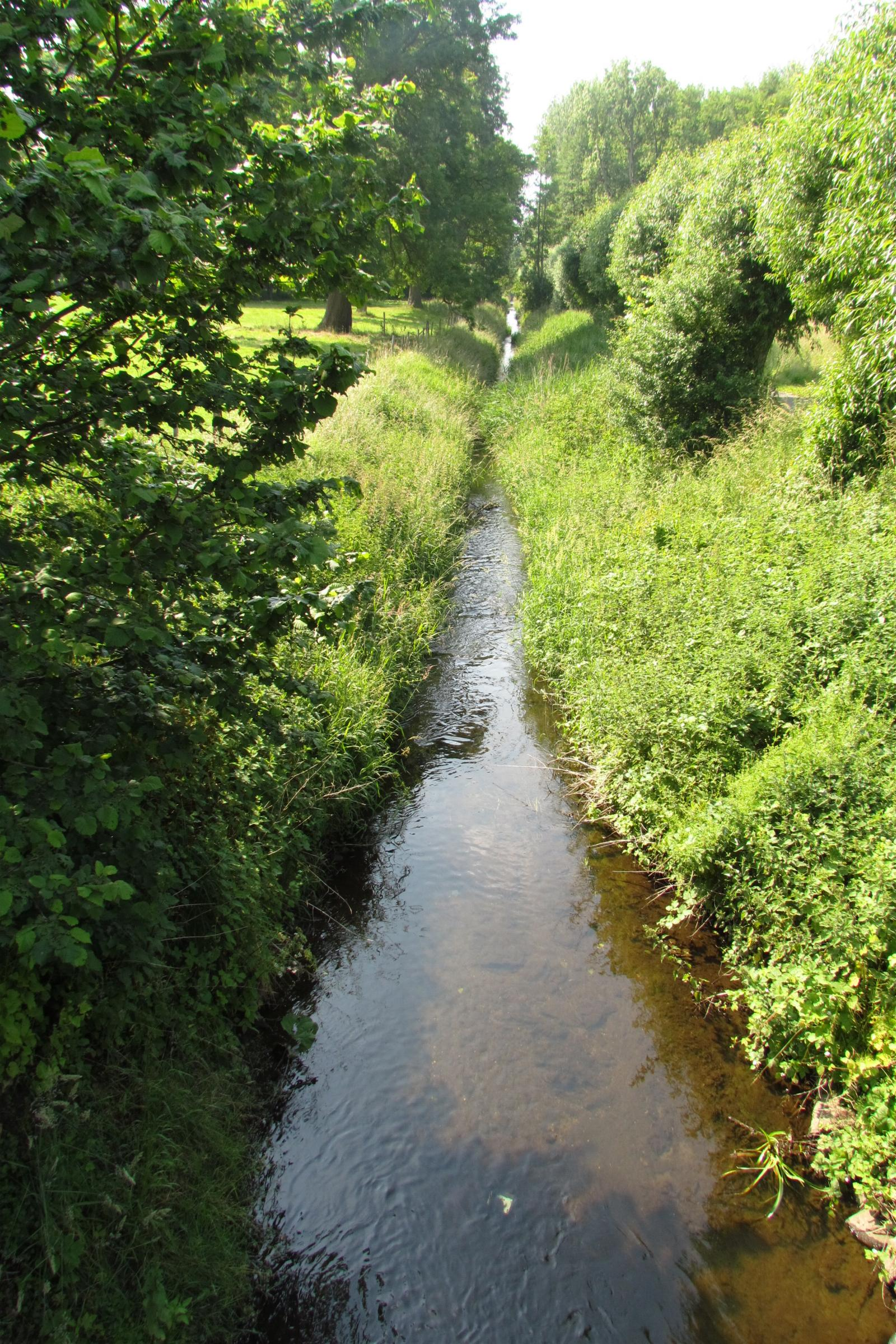
De Roode Beek in de omgeving van Wehr

## Naam
De naam Wehr verwijst naar de vroegere landweren.

De naam werd in vroeger eeuwen op Nederlandse wijze als volgt geschreven:

1144 Were
1351 Weer
14e eeuw Weyre
Pas in de eeuwen daarna, vooral nadat de plaats in 1499 Guliks was geworden, kreeg de spelling een Duits aanzien:

1488 Wer
1533 Weher
1666 Wehr

## Geschiedenis
Wehr behoorde tot het hertogdom Gulik en was daar onderdeel van het Ambt Born. In 1815 kwam het aan Pruissen, later Duitsland. Van 1949-1963 behoorde het bij Nederland.
De parochie van Wehr is al oud. Vermoedelijk was er omstreeks het jaar 1000 al een katholieke gemeenschap. In 1118 was er ook schriftelijk sprake van een kerk in Wehr.
Op 24 maart 1543 vond tussen Wehr en Sittard een slag plaats tussen de troepen van keizer Karel V en hertog Willem V van Kleef.
Op 1 juli 1969 werd het dorp opgenomen in de gemeente Selfkant.

## Bezienswaardigheden
- De Sint-Severinuskerk, een zaalkerk met een bakstenen schip van 1796 en een toren in natuursteen van 1859 met een derde geleding van 1872. De kerk wordt overwelfd met een vlak tongewelf.
- Boerderij aan Landstrasse 31.
- Kerkhofmuur
- Wehrer Mühle, een voormalige watermolen op de Roode Beek

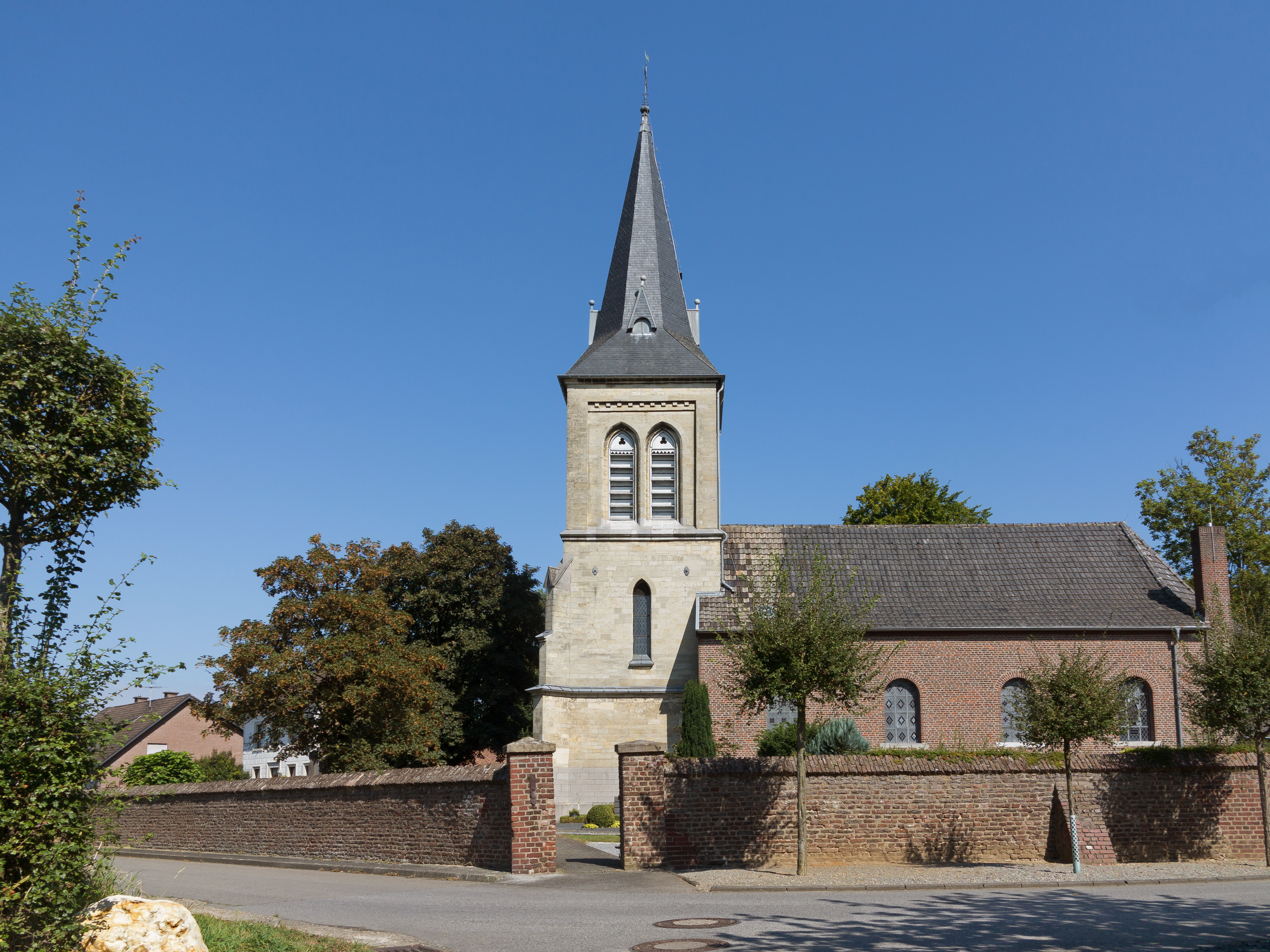
De Sint-Severinuskerk

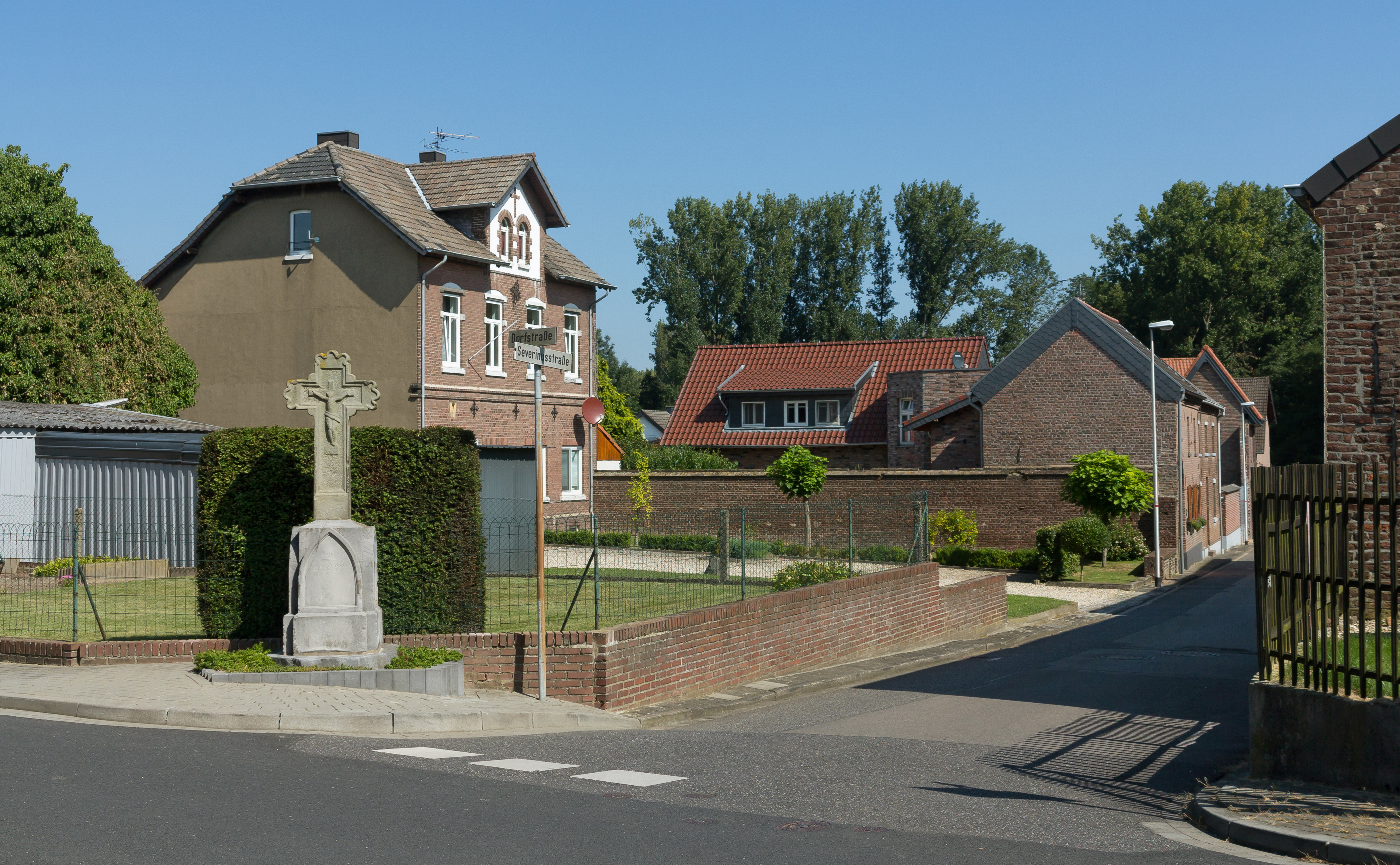
Sculptuur bij de Severinusstrasse-Dorfstrasse

## Natuur en landschap
Wehr ligt in het dal van de Roode Beek, op een hoogte van 48-56 meter. Ten zuiden van Wehr ligt een landbouwgebied, en ten noorden bevindt zich het bosgebied Tüdderner Fenn.

## Nabijgelegen kernen
Süsterseel, Tüddern, Sittard (Lahrhof, Broeksittard), Hillensberg
Dieck · Großwehrhagen · Havert · Heilder · Hillensberg · Höngen · Isenbruch · Kleinwehrhagen · Millen · Millen-Bruch · Saeffelen · Schalbruch · Stein · Süsterseel · Tüddern · Wehr

Kreis Heinsberg · Regierungsbezirk Keulen · Noordrijn-Westfalen